# 唐维莱
唐维莱（法語：Thanvillé，法語發音：[tɑ̃vile]）是法国下莱茵省的一个市镇，位于该省南部，属于塞莱斯塔-埃尔什泰因区。

## 地理
唐维莱（48°19'21"N, 7°21'1"E）面积1.91 平方千米，位于法国大東部大區下莱茵省，该省份为法国大陆部分最东部的省份，是阿尔萨斯的一部分，今与上莱茵省组成了阿尔萨斯欧洲集体，其南至上莱茵省，西南接孚日省和默尔特-摩泽尔省，西接摩泽尔省，北与德国接壤，东侧沿莱茵河与德国相望。
与唐维莱接壤的市镇（或旧市镇、城区）包括：迪耶方巴克奥瓦、讷布瓦、圣莫里斯、圣皮埃尔布瓦。
唐维莱的时区为UTC+01:00、UTC+02:00（夏令时）。

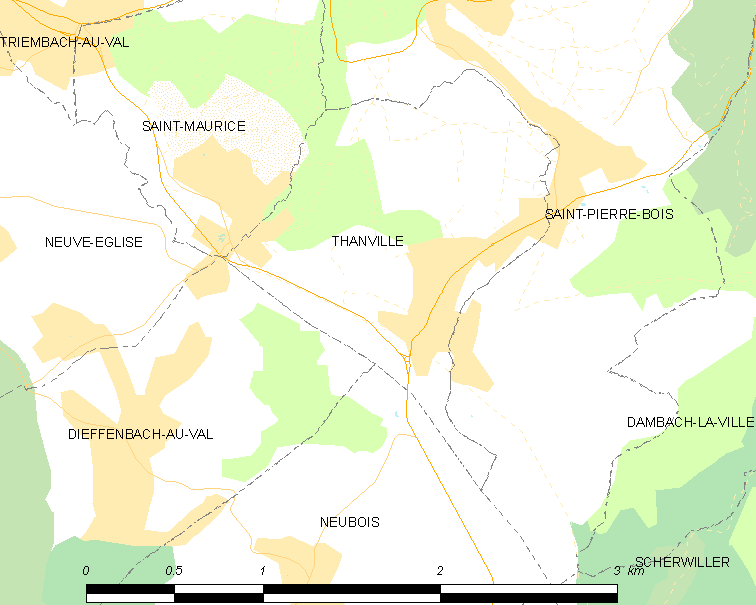
唐维莱的OSM定位图

## 行政
唐维莱的邮政编码为67220，INSEE市镇编码为67490。

## 政治
唐维莱所属的省级选区为米齐格县。

## 人口

1962-2008年间唐维莱人口变化图示

唐维莱于2022年1月1日时的人口数量为621人。